# Venera 3
Venera 3  (en ruso Венера-3) fue una sonda espacial, parte del programa de exploración espacial soviético Venera. Fue lanzada el 16 de noviembre de 1965 con la misión de aterrizar en el planeta Venus e impactó en su superficie el 1 de marzo de 1966, convirtiéndose en la primera sonda terrestre en impactar con otro planeta.

## Descripción

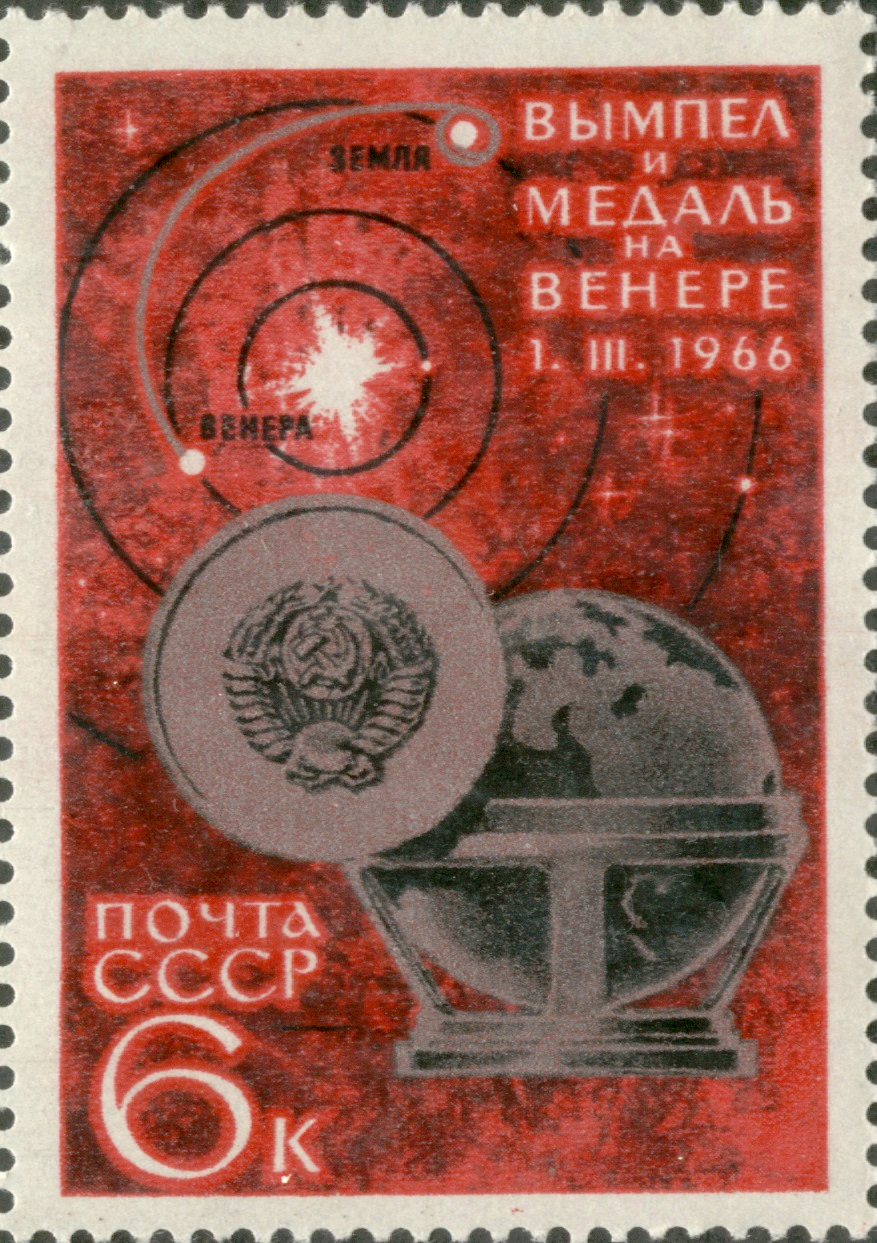
Sello soviético de 1966 conmemorativo de la Venera 3.

La misión de esta nave era posarse sobre la superficie de Venus. Contenía un sistema de radio comunicaciones, instrumentos científicos y una fuente de energía propia. 
La nave impactó en Venus el 1 de marzo de 1966, siendo Venera 3 la primera nave en impactar la superficie de otro planeta. Sin embargo, el sistema de comunicaciones falló antes que los datos planetarios fueran enviados a la Tierra.
El impacto se produjo en el hemisferio nocturno de Venus, cerca del terminador, posiblemente entre -20º y 20º norte y 60° y 80° este.